# Списък на реките в Ню Мексико
Списъкът на реките в Ню Мексико включва основните реки, които текат в щата Ню Мексико, Съединените американски щати.
Големият континентален вододел разделя щата на две, по-голямата източна част попада във водосборния басейн на Мексиканския залив, а западната част – в басейна на Тихия океан. Малка част от щата е вътрешен водосборен басейн. Басейнът Естансия в района на град Албъкърки не се отводнява нито в Тихия океан, нито в Мексиканския залив, а образува вътрешен водосборен басейн.

## По водосборен басейн
Мексикански залив
- Мисисипи (Луиз., Арк.)
  - Арканзас (Арк., Окл.)
    - Канейдиън
      - Норд Канейдиън (Окл.)
        - Бийвър Ривър

      - Пунта де Агуа (Тек.)
        - Рита Бланка (Тек.)
          - Каризо Крийк

      - Ют Крийк
      - Мора
      - Симарън
        - Рио Вермехо

- Рио Гранде
  - Пекос
    - Рио Пеняско
    - Рио Хондо
    - Галинас

  - Рио Саладо
  - Рио Пуерко
    - Рио Сан Хосе

  - Рио Чама

Тихи океан
- Колорадо (Ар., Юта, Кол.)
  - Хила
    - Сан Франциско

  - Сан Хуан
    - Чако
    - Навайо

Басейн Естансия (вътрешен басейн)
- Мимбрес

## По азбучен ред
- Бийвър Ривър
- Галинас
- Канейдиън
- Каризо Крийк
- Мимбрес
- Мора
- Навайо
- Пекос
- Рио Вермехо
- Рио Гранде
- Рио Пеняско
- Рио Пуерко
- Рио Саладо
- Рио Сан Хосе
- Рио Хондо
- Рио Чама
- Сан Хуан
- Сан Франциско
- Симарън
- Хила
- Чако
- Ют Крийк